# Орлови скали
Орлови скали (на турски – Кузгун кая, Кузумкая и Картал кая, от „картал“ – черен лешояд, в превод на български – Гървен и Гарванов камень)  е скално-култов комплекс, намиращ се на около 2 km от Ардино и на около 30 km югозападно от град Кърджали. Обектът влиза в научно обръщение през 1940-те години, когато е публикуван от Иван Велков.

## Описание и особености
В местността „Орлови скали“ са разположени група изявени вулканични скали. Местоположението им е върху силно наклонен планински терен с надморска височина около 760 m. Склонът, на който са разположени, е със западно изложение. Височината на скалите достига до 25 m от околния терен. На недостъпни места в скалите са изсечени трапецовидни ниши, от които са запазени 97. Броят на нишите първоначално е 100, но 3 броя са разрушени. Най-голям е броят на нишите откъм западната страна на скалите – общо 55. От южната страна на скалите са издълбани 35, от северната страна скалните ниши са 5 на брой, а от източната, която е достъпна, се наблюдават 5 – 6 разрушени или недовършени. При подреждането на нишите не се наблюдава никаква закономерност. Поради големия наклон на местността от различните страни височината на скалата не е еднаква. Под скалите се наблюдават следи от улеи, жертвеници и други скално изсечени съоръжения.
Скалите, в които са изсечени трапецовидните ниши, са метаморфни – предимно гнайси с докамбрийска възраст.
В близост до нишите са открити фрагменти от глинени съдове от V – IV век пр.н.е. По вътрешните страни на много от керамичните фрагменти се наблюдават следи от обгоряване. Факт, който допуска предположението, че в тези съдове се е наливало масло, което е използвано вероятно за ритуални цели.
В близост (на височината преди да се стигне до нишите), са руините на древна тракийска крепост, известна като „Калето“, въпреки че е трудно да бъде забелязана. Крепостта е обхващала площ от 0,5 декара. Обявена е за защитен обект през 1979 г. в категорията „Исторически места“. Крепостната стена описва неправилен кръг с диаметър 67 m. Крепостта е изградена без да е използван хоросан, поради което е изцяло разрушена, градежът се е свлякъл, а повърхността е осеяна с фрагменти от тракийска керамика.
„Орлови скали“ са обявени за природна забележителност през 2003 г.

## Научни теории
Едни от най-характерните за територията на България са групите от скални трапецовидни ниши, разпространени най-вече в централната част на Източните Родопи, включваща водосбора на р. Арда по средното ѝ течение. Тази територия е зоната на разпространение на изсечените в скалите паметници, които според доц. Георги Нехризов са основните погребални съоръжения на траките през Ранножелязната епоха. Грандиозните ансамбли от изсечени в скалите ниши винаги са издълбани на голяма височина върху отвесните стени на видни отдалеч канари и масиви, предимно на огряната от слънцето страна. Най-често нишите с височина до 1 m и дълбочина 40 – 50 cm, регистрирани са в групи от 3 – 4 до 100 ниши. Българската археологическа наука е локализирала близо 1500 отделни единици. Особено многочислени са комплексите от ниши при селата Ангел войвода, Равен, Женда, Ардино, Дъждовница, Ефрем, Широко поле, Долно Черковище. Без съмнение край скалите, в които има изсечени ниши, са регистрирани следи от изпълнявани ритуали, посветени на култовете към слънцето и скалата. Загадка остава конкретното предназначение на нишите, защото те винаги са откривани празни. Най-разпространена в близкото минало е хипотезата, че трапецовидните ниши са служели за гробни съоръжения, в които са били поставяни погребални урни, така комплексите са играели ролята на своеобразни некрополи. Според Николай Генов би могло да се предполага, че в скалните ниши са полагани урни с пепелта на покойниците, тъй като размерът им не е подходящ за трупополагане. Те са на трудно достъпни места и изкачването до тях в древността е било възможно само с въжета. Генов предполага, че докато скалните гробници са били отредени за владетелите и приближените им, то скалните ниши са поставяли урните на обикновените хора.
Според българската археоложка проф. Ана Радунчева трапецовидните ниши за древните обитатели на Източните Родопи са „отворяли“ пътя към отвъдното и са символизирали врата между света на живите и този на мъртвите. Според нея нишите са били издълбавани за значим покойник или за група покойници на точно определени места, но различни за отделните родове и племена. Тя вижда у трапецовидната форма на скалните ниши силует, наподобяващ висящ прилеп. Сред общностите от каменната епоха е разпространено вярването, че прилепът превежда душата към другия свят. В него социалната принадлежност на мъртвеца към определена прослойка се запазва, защото отвъдният свят е структуриран като земния. Преминаването става през пещера, затова ниши и изкуствено вдълбани пещери винаги вървят заедно – където има от единия вид скално изсичане, има и от другия. Според Радунчева възможно е групирането на нишите да е по родове. Връзката „ниша – пещера“ е като „прилеп – водач – път“. Подобни скални изсичания има и на други места на Балканите, но най-много са регистрирани на територията на Източните Родопи, което според Радунчева е доказателство за наличието на цяла светилищна система.
Според проф. Валерия Фол възприетото тълкуване на трапецовидните ниши като скални некрополи ще изисква непременно потвърждение с материал заради допускането, че в тях са поставяни урни с праха на покойника. Тя изказва мнение, че би било много трудно и дори физически слабо вероятно по тези недостъпни скали да са се извършвали погребални обреди и да се е поддържал култът към мъртвите. Проф. В. Фол допуска, че както при дупките в хоризонталните скали, така и при трапецовидните ниши може да се предполага изсичане като еднократен обреден акт, където би могло и да се допусне поставянето на свещени предмети в нишите при определени дни, свързани с космогоничен или инициационен обред. Това е изцяло нова хипотеза за функцията на трапецовидните ниши, която звучи доста правдоподобно в контекста на древнотракийската култура – в деня на своята инициация (т.е. обред на прехода от един статус в друг) младежът да премине изпитание, увиснал над бездната между небето и земята и да остави дар на Великата богиня майка (и на Сина ѝ) в родовата ниша.

## Предания и легенди
Съществува местна легенда, която разказва, че под Орловите скали имало подземна река и змей, който пазел съкровище.

## Пътеводител
Най-удобният подход към обекта минава покрай сградата на Историческия музей в град Ардино, към махала Бистроглед. Пътят е асфалтиран, но тесен. Между две от махалите има малка дървена беседка с указателна стрелка на нея. Пътеката е маркирана до самия комплекс. По-голямата част от пътя е достъпна за високопроходими автомобили, а останалата част се изминава пеша.